# USS Gualala (AOG-28)
USS Gualala (AOG-28) – amerykański tankowiec typu Mettawee z okresu II wojny światowej.
Stępkę jednostki położono w stoczni East Coast Shipyard Inc. w Bayonne (stan New Jersey). Zwodowano go 3 czerwca 1944. Jednostka została nabyta przez US Navy 19 sierpnia 1944 i weszła do służby 25 sierpnia 1944, pierwszym dowódcą został Lt. Gerald T. Allworth, USCG.

## Służba w czasie II wojny światowej
Po dziewiczym rejsie „Gualala” wypłynął z Nowego Jorku 23 października 1944. Po drodze zawijał do Guantanamo i Christobal na Kubie, następnie przeszedł przez Kanał Panamski 8 listopada i skierował się w kierunku wyspy Biak, zawijając po drodze do Bora-Bora i Nowej Gwinei.
Do celu dotarł 13 stycznia 1945. „Gualala” pływał pomiędzy Biak, Morotai i Mios Woendi służąc jako okręt zaopatrzeniowy dla jednostek floty. Mios Woendi opuścił 4 czerwca, dotarł do Morotai, a następnie do Balikpapan na Borneo 16 czerwca. Okręt kontynuował swoje zadania zaopatrzeniowe na Filipinach i na Saipanie do 26 grudnia 1945. Wtedy też wypłynął w kierunku San Francisco, zawijając po drodze do Pearl Harbor.

## Okres powojenny
Do San Francisco zawinął 31 stycznia 1946. Pozostawał tam do wycofania ze służby 29 marca 1946 w Kaiser Shipyard No. 2 w Richmond (Kalifornia). Jego nazwa została skreślona z listy jednostek floty 1 maja 1946. Został przekazany Maritime Commission 10 września 1946. Okręt został następnie sprzedany brazylijskiemu rządowi i przemianowany na „Rijo”. Złomowany w 1970.

## Medale i odznaczenia
„Gualala” otrzymał jedną battle star za służbę w czasie II wojny światowej za operacje w rejonie Zachodniej Nowej Gwinei
Załoga była uprawniona do noszenia następujących odznaczeń:
- Medal Kampanii Amerykańskiej
- Medal Kampanii Azji-Pacyfiku (1)
- Medal Zwycięstwa w II Wojnie Światowej